# Daniel Puig Terra
Daniel Puig Terra (* 7. März 1939 in Montevideo; † 20. Juli 2003) war ein uruguayischer Politiker.
Daniel Puig Terra, der der Partido Nacional und dort dem herreristischen Flügel angehörte, war der Sohn des Politikers Alberto Puig Larravide und von Raquel Terra, der Tochter Gabriel Terras. Er selbst war mit Silvinha Rodríguez Martins verheiratet. Aus dieser Ehe gingen die fünf Kinder Daniel, Silvia, Susana, José und Dolores hervor. Puig Terra hatte als Repräsentant des Departamentos Durazno in der 43. Legislaturperiode (LP) vom 27. Juni 1991 bis zum 27. September 1991, vom 2. April 1992 bis zum 2. Mai 1992 und erneut vom 31. August 1993 bis 30. September 1993 ein Mandat als stellvertretender Abgeordneter für Néstor Andrade in der Cámara de Representantes inne.

## Zeitraum seiner Parlamentszugehörigkeit
- 27. Juni 1991 bis 27. September 1991
- 2. April 1992 bis 2. Mai 1992
- 31. August 1993 bis 30. September 1993 (jeweils: Cámara de Representantes, 43. Legislaturperiode (LP))